# 瑪麗亞·安德雷奇克
瑪麗亞·馬格達萊娜·安德雷奇克（波蘭語：Maria Magdalena Andrejczyk，1996年3月9日—），波蘭女子田徑運動員，競賽項目為標槍。她在2020年夏季奧林匹克運動會上獲得銀牌，亦是波蘭國內紀錄的保持者。

## 簡歷
瑪麗亞·安德雷奇克於1996年出生於波蘭苏瓦乌基，體育啟蒙於小學五年級。她參加的第一個國際賽事是在烏克蘭頓涅茨克舉行的2013年世界青少年田徑錦標賽，但沒有晉級決賽。她的首面國際賽事獎牌是於瑞典埃斯基尔斯蒂纳2015年歐洲少年田徑錦標賽，於女子標槍項目中獲得金牌。
2016年，她代表波蘭到巴西里約熱內盧參加2016年夏季奧林匹克運動會標槍賽事，她在資格賽中以67.11米的成績取得了個人最好成績和新的波蘭國家紀錄，她在決賽中獲得第四名。里約奧運會結束後不久，她的肩膀接受手術，並錯失了整個2017賽季。她於2018年6月重返賽場，並參加了於德國柏林舉行的2018年欧洲田径锦标赛，不過未能獲得獎牌。一年後，她於波蘭比得哥什舉行的2019年歐洲田徑團體錦標賽中獲得銀牌，為其生涯第二面國際賽事獎牌。
2021年5月，她到克羅地亞斯普利特參加歐洲投擲杯，擲出了71.40米的成績並獲得冠軍，打破波蘭國內紀錄，也是女子標槍比賽史上第三好的成績。

### 奧運銀牌
2021年，瑪麗亞·安德雷奇克代表波蘭隊到日本東京參加2020年夏季奧林匹克運動會，以64.61公尺的成績在女子標槍比賽上獲得銀牌，僅次於中國選手劉詩穎，為她個人首面奧運獎牌。
賽後，瑪麗亞將獲得的奧運獎牌拍賣
，目的則是要拯救一位於美國等待換心手術的波蘭男童米沃謝克（Miłoszek），最後銀牌拍賣出了44,000歐元，標下獎牌的是波蘭當地的連鎖便利商店「Zabka」。該企業於得標後仍將銀牌歸還給瑪麗亞，並贊助小男孩的手術費用。
瑪麗亞將親自將拍賣所得交給米沃謝克的父母。事實上，瑪麗亞·安德雷奇克自己也曾在2018年罹患癌症，當時她被診斷出罹患骨肉瘤，所幸她的病況不須化療，並且在接受治療後繼續投入訓練。瑪麗亞表示：「獎牌的真正價值存在於我的心中，對我來說只是物質，但或許對於他人來說有更大的價值。把這面銀牌拿來救人一命，會比放在壁櫥裡長灰塵還要有價值」。

## 大型賽事成績
| 年        | 賽事                 | 舉辦城市           | 名次      | 項目            | 記錄      |
| 代表 波蘭 | 代表 波蘭            | 代表 波蘭          | 代表 波蘭 | 代表 波蘭       | 代表 波蘭 |
| --------- | -------------------- | ------------------ | --------- | --------------- | --------- |
| 2013      | 世界青少年田徑錦標賽 | 烏克蘭頓內次克     | 26        | 標槍（500公克） | 45.14米   |
| 2014      | 世界青年田徑錦標賽   | 美國尤金           | 5         | 標槍            | 53.66米   |
| 2015      | 歐洲少年田徑錦標賽   | 瑞典埃斯基尔斯蒂纳 | 1         | 標槍            | 59.73米   |
| 2015      | 世界田徑錦標賽       | 中國北京           | 28        | 標槍            | 56.75米   |
| 2016      | 欧洲田径锦标赛       | 荷蘭阿姆斯特丹     | 13        | 標槍            | 57.93米   |
| 2016      | 夏季奧林匹克運動會   | 巴西里約熱內盧     | 4         | 標槍            | 64.78米   |
| 2019      | 世界田徑錦標賽       | 卡達杜哈           | 22        | 標槍            | 57.68米   |
| 2021      | 夏季奧林匹克運動會   | 日本東京           | 2         | 標槍            | 64.61米   |

## 外部連結
- 官方网站（波兰語）
- 瑪麗亞·安德雷奇克的Instagram帳戶